# Wait and Bleed
Wait and Bleed – utwór amerykańskiego zespołu muzycznego Slipknot, będący debiutanckim i zarazem pierwszym z singli promujących pierwszy albumy studyjny zespołu, noszący tę samą nazwę co zespół. Został wydany w formacie CD 28 lipca 1999 roku nakładem Roadrunner Records.

## Opis i geneza
Tekst utworu „Wait and Bleed” opowiada o mężczyźnie nękanym przez powtarzające się sny o samobójstwie. Pewnego dnia budzi się i orientuje się, że naprawdę dokonał próby samobójczej, jednak nie chce w to wierzyć i ponownie próbuje zasnąć. Obecny w tekście wers „I am a victim – Manchurian candidate” jest odniesieniem do nakręconego w 1962 roku filmu o komunistycznej kontroli umysłu.

Utwór powstał w naprawdę krótkim czasie, a wokalista zespołu Corey Taylor napisał tekst po przesłuchaniu muzyki, którą perkusista Joey Jordison przyniósł zespołowi. W wywiadzie dla magazynu Kerrang! odniósł się do stworzenia tekstu następująco: 

Odchodzisz od bycia cywilizowanym człowiekiem na rzecz kogoś, kto może popełnić okropne czyny. Zawsze fascynowało mnie to, że przedstawiamy siebie jako cywilizowanych, podczas gdy w dowolnym momencie możemy stać się zwierzętami.

## Odbiór
Utwór „Wait and Bleed” zyskał dużą popularność, był emitowany w stacjach radiowych, a także w telewizji MTV. Wydatnie pomógł przy tym w osiągnięciu przez debiutancki album zespołu Slipknot 51. miejsca na liście przebojów Billboard 200. W 2000 roku utwór został nagrodzony w kategorii Best Single na gali rozdania nagród Kerrang! Awards, z kolei w 2001 roku był nominowany do nagrody Grammy w kategorii Best Metal Performance, jednak przegrał z utworem „Elite” zespołu Deftones. W 2020 roku magazyny Loudersound i Kerrang! umieściły utwór, na, odpowiednio, pierwszym i czwartym miejscu swoich list najlepszych piosenek Slipknot.

W wywiadzie dla serwisu Songfacts Chris Fehn, muzyk Slipknot grający na instrumentach perkusyjnych, tak skomentował popularność utworu: 

To była po prostu zwykła piosenka. Nie wiedzieliśmy, że stanie się tak popularna. Zabawne jest to, że wytwórnia płytowa, a zwłaszcza nowi jej pracownicy, przychodzili do nas, kiedy zaczęliśmy zyskiwać na znaczeniu, i mówili: „Och, następny materiał, jaki napiszecie, niech będzie jak trzy „Wait and Bleed””. A my na to: „Jesteście idiotami”. Dlatego tak nie robimy. Ale oczywiście jako zespół, wierz w to lub nie, mamy tak dużą kontrolę nad tym, co robimy, że nie piszemy niczego dla pieniędzy i dla popularności – przede wszystkim musi nam to sprawiać przyjemność. I to jest po prostu taka piosenka, której napisanie sprawiło nam przyjemność i tak się akurat złożyło, że trafiła do radia oraz spotkała się z zainteresowaniem, jakiego się nie spodziewaliśmy.

## Teledyski
Do „Wait and Bleed” nakręcono dwa teledyski – oba zostały opublikowane w 2000 roku. Pierwszy, oficjalny, został wyreżyserowany przez Thomasa Mignone i przedstawia występ zespołu podczas koncertu zagranego 31 lipca 1999 roku w Ankeny. Drugi, zwany Animated Version, jest produkcją animowaną wyreżyserowaną przez Marca Smerlinga. Przedstawia on członków zespołu pod postacią małych lalek, które próbują uciec z pracowni szalonego naukowca, będącego ich porywaczem. W pewnym momencie zostaje rozbity słoik z owadami, w związku z czym rój rzuca się na naukowca i go żądli. Powoduje to rozproszenie uwagi mężczyzny, co wykorzystują lalki-członkowie Slipknota powalając go na ziemię. Po chwili oblewają naukowca benzyną i podpalają.

## Wykorzystanie utworu
„Wait and Bleed” znalazł się na ścieżce dźwiękowej mającego premierę w 2000 roku filmu Krzyk 3.
Od 2011 roku „Wait and Bleed” jest dostępny jako pobieralny utwór w grach komputerowych z serii Rock Band.

## Lista utworów
Opracowano na podstawie materiału źródłowego.
Wydanie CD amerykańskie promo (Roadrunner RR PROMO 468)
| Nr | Tytuł utworu                 | Długość |
| -- | ---------------------------- | ------- |
| 1. | „Wait and Bleed (Radio Mix)” | 2:30    |
| 2. | „Wait and Bleed (LP Mix)”    | 2:27    |
| 3. | „Call-Out Hook”              | 0:12    |
|    |                              | 5:09    |

Wydanie CD europejskie (Roadrunner/I Am RR 2112-5, 8021125RR), CD japońskie (Roadrunner RRCY-19020) i CD australijskie (Roadrunner/I Am RR 2112-5, 8021125RR)
| Nr | Tytuł utworu                                  | Długość |
| -- | --------------------------------------------- | ------- |
| 1. | „Wait and Bleed (Terry Date Mix)”             | 2:30    |
| 2. | „Spit It Out (Overcaffeinated Hyper Version)” | 2:27    |
| 3. | „(sic) (Molt Inject Mix)”                     | 3:27    |
| 4. | „Wait and Bleed (Live)”                       | 3:09    |
|    |                                               | 11:33   |

Wydanie CD holenderskie (Roadrunner RR 2112-2, 8021122RR)
| Nr | Tytuł utworu                                  | Długość |
| -- | --------------------------------------------- | ------- |
| 1. | „Wait and Bleed (Terry Date Mix)”             | 2:31    |
| 2. | „Spit It Out (Overcaffeinated Hyper Version)” | 2:24    |
| 3. | „Wait and Bleed [Live] (Video)”               | 3:08    |
|    |                                               | 8:03    |

## Notowania na listach przebojów
Notowania tygodniowe
| Lista (2000)                                            | Pozycja |
| ------------------------------------------------------- | ------- |
| Australia (ARIA)                                        | 46      |
| Holandia (Single Top 100)                               | 52      |
| Stany Zjednoczone (Mainstream Rock Airplay (Billboard)) | 34      |
| Wielka Brytania (UK Singles Chart)                      | 27      |

## Certyfikaty
| Region                   | Certyfikat |
| ------------------------ | ---------- |
| Kanada (Music Canada)    | platyna    |
| Portugalia (AFP)         | złoto      |
| Stany Zjednoczone (RIAA) | platyna    |
| Wielka Brytania (BPI)    | złoto      |